# Гаспеїт
Гаспеїт - дуже рідкісний мінерал карбонату нікелю з формулою (Ni,Fe,Mg)CO3, названий на честь місця, яке було вперше описано, на півострові Ґаспе, Квебек, Канада.
Гаспеїт є багатим на нікель представником групи кальциту. Між усіма членами цієї групи існує ряд твердих розчинів із двовалентними катіонами, які легко обмінюються в загальній кристалічній структурі. Він утворює масивні до ниркоподібних папілярних агрегатів, ботріоїдальні конкреції у латериті. Він також присутній у вигляді плям і нальоту на залізооксидних матеріалах.

## Інтернет-ресурси
- Mineralienatlas: Gaspéit (Wiki)